# Корнелии Лентулы
Ле́нтулы (лат. Lentulus, мн. ч. Lentuli) — когномен древнеримского рода Корнелиев.
Название когномена, возможно, этрусского происхождения; Плиний утверждает, что основатели рода культивировали чечевицу, за что и получили прозвище, образованное от лат. lens (мн. ч. lentes) — «чечевица».
Первые сведения о представителях рода появляются во времена вторжения галлов под предводительством Бренна в 390 году до н. э. (или 387 году до н. э.), а именно о патриции-сенаторе Гнее (или Луции) Корнелии Лентуле, который, согласно Титу Ливию, при осаде галлами Капитолия отговаривал других сенаторов выплачивать выкуп и предлагал прорываться с оружием в руках.
Первые известные представители рода, занявшие высшие римские магистратуры: консул в 327 году до н. э. Луций Корнелий Лентул, консул в 303 году до н. э. Сервий Корнелий Лентул и консул в 275 году до н. э. Луций Корнелий Лентул Кавдин.
Цицерон использовал слова Appietas и Lentulitas для описания прирождённых патрициев. Все известные плебеи — носители этого имени, — например, народные трибуны, являются вольноотпущенниками или их потомками.

## Известные представители
- Гней Корнелий Лентул (V век до н. э.)
- Гней Корнелий Лентул (IV век до н. э.)
- Луций Корнелий Лентул — консул 327 года до н. э.
- Сервий Корнелий Лентул (около 375 — около 320 года до н. э.) — дядя Сервия Корнелия Лентула, отец Тиберия Корнелия Лентула и дед Луция Корнелия Лентула Кавдина
- Тиберий Корнелий Лентул
- Сервий Корнелий Лентул — консул 303 года до н. э.
- Луций Корнелий Лентул Кавдин — консул 275 года до н. э.
- Луций Корнелий Лентул Кавдин — консул 237 года до н. э., великий понтифик
- Публий Корнелий Лентул Кавдин — консул 236 года до н. э.
- Публий Корнелий Лентул — претор 214 года до н. э.
- Гней Корнелий Лентул Клодиан — консул 201 года до н. э.
- Луций Корнелий Лентул — консул 199 года до н. э.
- Сервий Корнелий Лентул — претор Сицилии в 169 году до н. э.
- Публий Корнелий Лентул — консул 162 года до н. э.
- Публий Корнелий Лентул Кавдин — претор
- Луций Корнелий Лентул — консул 130 года до н. э.
- Гней Корнелий Лентул — консул 146 года до н. э.
- Сервий Корнелий Лентул — претор, командовавший, предположительно, в Македонии до 112 года до н. э[5].
- Публий Корнелий Лентул Марцеллин — монетарий около 100 года до н. э.
- Гней Корнелий Лентул — консул 97 года до н. э.
- Публий Корнелий Лентул Марцеллин — квестор пропретор Кирены в 75—74 годах до н. э.
- Гней Корнелий Лентул Клодиан — консул 72 года до н. э.
- Публий Корнелий Лентул Сура — участник заговора Катилины, казнён 5 декабря 63 до н. э.
- Гней Корнелий Лентул Клодиан — претор 59 года до н. э.
- Публий Корнелий Лентул Спинтер — консул 57 года до н. э.
- Гней Корнелий Лентул Марцеллин — консул 56 года до н. э.
- Публий Корнелий Лентул Марцеллин — монетарий 50 года до н. э., квестор Гая Юлия Цезаря в 48 году до н. э.
- Луций Корнелий Лентул Крус — консул 49 года до н. э.
- Луций Корнелий Лентул Крусцеллион — претор 44 года до н. э., сын Луция Корнелия Лентула Круса
- Луций Корнелий Лентул — консул-суффект 38 года до н. э.
- Публий Корнелий Лентул Спинтер — сын Публия Корнелия Лентула Спинтера, участник заговора против Гая Юлия Цезаря
- Гней Корнелий Лентул — квестор Ахайи в 29 году до н. э.
- Луций Корнелий Лентул Марцеллин — пасынок Октавиана Августа
- Гней Корнелий Лентул — консул 18 года до н. э.
- Публий Корнелий Лентул Марцеллин — консул 18 года до н. э.
- Луций Корнелий Лентул — консул 3 года до н. э.
- Косс Корнелий Лентул — консул 1 года до н. э.
- Публий Корнелий Лентул Сципион — консул-суффект 2 года
- Сервий Корнелий Лентул Малугинен — консул-суффект в 10 году
- Публий Корнелий Лентул Сципион — консул-суффект 24 года
- Косс Корнелий Лентул — консул 25 года
- Гней Корнелий Лентул Гетулик — консул 26 года
- Публий Корнелий Лентул — консул 27 года
- Луций Корнелий Лентул Сципион — консул-суффект 27 года
- Гней Корнелий Лентул Гетулик — консул-суффект 55 года
- Косс Корнелий Лентул — консул 60 года
- Косс Корнелий Лентул Гетулик (около 25 — около 75 года) — сын Гнея Корнелия Лентула Гетулика и Апронии